# Amber Tysiak
Amber Tysiak, född den 26 januari 2000, är en belgisk fotbollsspelare.

## Karriär
Amber Tysiak inledde sin seniorkarriär i KRC Genk år 2016. 2020 värvades hon av Oud-Heverlee Leuven innan hon kontrakterades av West Ham United år 2023. Hon har även representerat det belgiska damlandslaget där hon debuterade år 2021.